# Ulrich Plenzdorf
Ulrich Plenzdorf (ur. 26 października 1934 w Berlinie, zm. 9 sierpnia 2007 tamże) – niemiecki pisarz, autor scenariuszy i dramaturg. Jego twórczość jest uważana za połączenie poezji i sarkazmu.
Absolwent szkoły filmowej w Babelsbergu. W 1972 wystawiono jego dramat pt „Nowe cierpienia młodego Wertera”. Rok później napisał opowiadanie o tym samym tytule, które jest największym jego dziełem literackim.
Miał krytyczny stosunek do NRD. Ukazał to na przykładzie Edgara Wibeau, ukazując antagonizm między jednostką a społeczeństwem i problem nieszczęśliwej miłości. W 1973 został laureatem Nagrody Heinricha Manna.

## Publikacje
- Karla, 1964
- Kennen Sie Urban?, 1970
- Die neuen Leiden des jungen W., 1972- „Nowe cierpienia młodego W."
- Die Legende von Paul und Paula, 1973
- Der alte Mann, das Pferd, die Straße, 1974
- Buridans Esel, 1976
- Auszug, 1977
- Kein runter, kein fern, 1978
- Legende vom Glück ohne Ende, 1979
- Gutenachtgeschichte, 1980
- Glück im Hinterhaus
- Bockshorn, 1983
- Ein fliehendes Pferd
- Ein Tag länger als ein Leben, 1986
- Der König und sein Narr
- Der Fall Ö., 1990
- Der Verdacht, 1990
- Liebling Kreuzberg,1992
- Zeit der Wölfe
- Freiheitsberaubung, 1987
- Vater Mutter Mörderkind, 1993/94
- Eins und Eins ist Uneins